# Liechtenstein aux Jeux olympiques d'été de 2016
Le Liechtenstein participe aux Jeux olympiques d'été de 2016 à Rio de Janeiro au Brésil du 5 août au 21 août. Il s'agit de sa 17e participation à des Jeux d'été.

## Natation

### Natation sportive

#### Qualification
Les qualifications sont terminées. 
Voici les disciplines olympiques en natation sportive retenues pour les Jeux de Rio, la présence du Liechtenstein à ces dernières et les minima que doivent réaliser les athlètes pour y participer :
| Hommes                             | Hommes       | Hommes | Femmes                           | Femmes       | Femmes |
| Épreuve (minima FFN)               | Quota obtenu | Moyen  | Épreuve (minima FFN)             | Quota obtenu | Moyen  |
| ---------------------------------- | ------------ | ------ | -------------------------------- | ------------ | ------ |
| 50 m nage libre (21 s 82)          | NON          |        | 50 m nage libre (24 s 57)        | NON          |        |
| 100 m nage libre (48 s 13)         | NON          |        | 100 m nage libre (53 s 72)       | NON          |        |
| 200 m nage libre (1 min 46 s 06)   | NON          |        | 200 m nage libre (1 min 56 s 78) | NON          |        |
| 400 m nage libre (3 min 46 s 66)   | NON          |        | 400 m nage libre (4 min 05 s 64) | NON          |        |
| 1500 m nage libre (14 min 57 s 19) | NON          |        | 800 m nage libre (8 min 24 s 47) | NON          |        |
| 100 m dos (53 s 29)                | NON          |        | 100 m dos (59 s 48)              | NON          |        |
| 200 m dos (1 min 56 s 13)          | NON          |        | 200 m dos (2 min 08 s 44)        | NON          |        |
| 100 m papillon (51 s 61)           | NON          |        | 100 m papillon (57 s 67)         | NON          |        |
| 200 m papillon (1 min 55 s 27)     | NON          |        | 200 m papillon (2 min 06 s 62)   | NON          |        |
| 100 m brassent (59 s 84)           | NON          |        | 100 m brasse (1 min 06 s 93)     | NON          |        |
| 200 m brasse (2 min 09 s 65)       | NON          |        | 200 m brasse (2 min 23 s 78)     | NON          |        |
| 200 m 4 nages (1 min 58 s 09)      | NON          |        | 200 m 4 nages (2 min 10 s 60)    | NON          |        |
| 400 m 4 nages (4 min 13 s 29)      | NON          |        | 400 m 4 nages (4 min 35 s 40)    | NON          |        |
| Relais 4 × 100 m nage libre        | NON          |        | Relais 4 × 100 m nage libre      | NON          |        |
| Relais 4 × 200 m nage libre        | NON          |        | Relais 4 × 200 m nage libre      | NON          |        |
| Relais 4 × 100 m 4 nages           | NON          |        | Relais 4 × 100 m 4 nages         | NON          |        |

#### Participation et Performance
Voici les athlètes liechtensteinois présents à Rio en nage en eau libre et leur performance :
| Athlète         | Épreuve          | Séries        | Séries | Demi-finales | Demi-finales | Finale  | Finale  |
| Athlète         | Épreuve          | Temps         | Rang   | Temps        | Rang         | Temps   | Rang    |
| --------------- | ---------------- | ------------- | ------ | ------------ | ------------ | ------- | ------- |
| Christoph Meier | 400 m 4 nages    | 4 min 19 s 19 | 22e    | NC           | NC           | Éliminé | Éliminé |
| Julia Hassler   | 400 m nage libre |               |        |              |              |         |         |
| Julia Hassler   | 800 m nage libre |               |        |              |              |         |         |